# Pórto Ráfti
Pórto Ráfti (grec moderne : Πόρτο Ράφτη) est un port de la côte est de l'Attique en Grèce, dans le district de Markópoulo Mesogéas. Le golfe de Pórto Ráfti abrite trois îlots, Ráfti, Raftopoúla et Práso (Ράφτη, Ραφτοπούλα, Πράσο).  

## Géographie
Pórto Ráfti se situe entre l'aéroport d'Athènes au nord, la commune de Kouvarás au sud et celle de Markópoulo Mesogéas à l'ouest. Cette station balnéaire est distante de 45 km environ du centre d'Athènes que l'on rejoint rapidement par l'Attikí Odós.
Pórto Ráfti est entouré de collines. La plus haute est Merénta qui culmine à 613 mètres.

## Étymologie
Pórto Ráfti signifie  « le port du tailleur », d'après la statue qui se trouve sur le principal îlot du golfe. Les habitants du site crurent en effet longtemps que la statue représentait un tailleur (Ráftis) tenant des ciseaux en or à la main. En réalité, des recherches effectuées dans les années 1960 montrent qu'il s'agit d'une statue de femme, assise sur un trône, portant un chiton et dont ne subsiste plus que le tronc. Cette statue est datée par les archéologues du IIe siècle après J.-C.
Le mot Ráfti pourrait aussi provenir du mot albanais rraphti signifiant « petit platane »[réf. nécessaire]. Les Arvanites se sont en effet installés dans la région de l'Attique au XIVe siècle et le mot peut avoir été alors assimilé au mot grec Ráfti désignant le tailleur.

## Histoire
La présence humaine est attestée par des découvertes archéologiques depuis l'âge du bronze et une population en augmentation constante occupe le littoral de la région de Pórto Ráfti jusqu'au début du XIIe siècle. Cette population vit essentiellement de l'agriculture et du commerce avec les Cyclades. Mais les incursions incessantes des pirates et le déclin de l'Empire byzantin incitent la population à quitter la côte pour l'intérieur des terres et l'histoire de Pórto Ráfti se confond alors avec celle de sa voisine, Markópoulo Mesogéas.
Au début du XXe siècle, Párto Ráfti est une toute petite bourgade où la population vit de la pêche, de la culture des primeurs et du commerce, notamment l'exportation de vin sur les îles de la mer Égée mais aussi jusqu'à Marseille. 
Au début du XXIe siècle, Pórto Ráfti n'a plus de fonction portuaire, hormis celle du petit port de plaisance qui se trouve sur le lieu-dit « Port de Markopoúlo » (Λιμάνι Μαρκοπούλου).
Quant aux ports marchands et assurant le trafic avec les Cyclades, ils se trouvent 25 km au Nord, à Rafína (Ραφήνα) et 35 km au Sud, à Lavrio (Λαύριο).
Porto Rafti est une station balnéaire très prisée de la côte Est de l'Attique et l'été sa population décuple, ce qui pose un problème pour l'approvisionnement en eau potable et pour le traitement des eaux usées.
La côte étant généralement rocheuse, le littoral offre une succession de criques et de petites plages caillouteuses. La plus importante se situe à côté de l'église dédiée à saint Spyridon.      
Il existe aussi une grande plage de sable à 4 km du centre de Pórto Ràfti, au lieu-dit Avláki (Αυλάκι). Cette plage est extrêmement prisée pour ses eaux turquoise dont la qualité leur a valu le Pavillon Bleu. En libre accès durant l'année, la plage d'Avláki est aménagée et payante durant la saison estivale, ce qui a engendré une polémique.

## Démographie
En 20 ans, la population permanente de Pórto Ráfti a triplé. 
| Année | Habitants |
| ----- | --------- |
| 1991  | 3 292     |
| 2001  | 7 131     |
| 2011  | 9 686     |

L'augmentation des résidents permanents et la densification de l'habitat ont été très importantes au début des années 2000. Deux causes essentielles à ce phénomène, l'ouverture à 17 km de Pórto Rafti du nouvel aéroport d'Athènes en 2001 et la création d'un site olympique à Markópoulo pour les Jeux Olympiques qui se tinrent en Grèce en 2004.

## Lieux et monuments

### Lieu
Une nécropole (1400-1100 avant J.-C.) se trouve dans la partie nord du golfe de Pórto Ráfti. Les archéologues ont identifié le lieu avec l'ancienne ville de Prasies. De là embarquaient dans l'Antiquité les cortèges sacrés pour l'île de Délos.

### Monuments

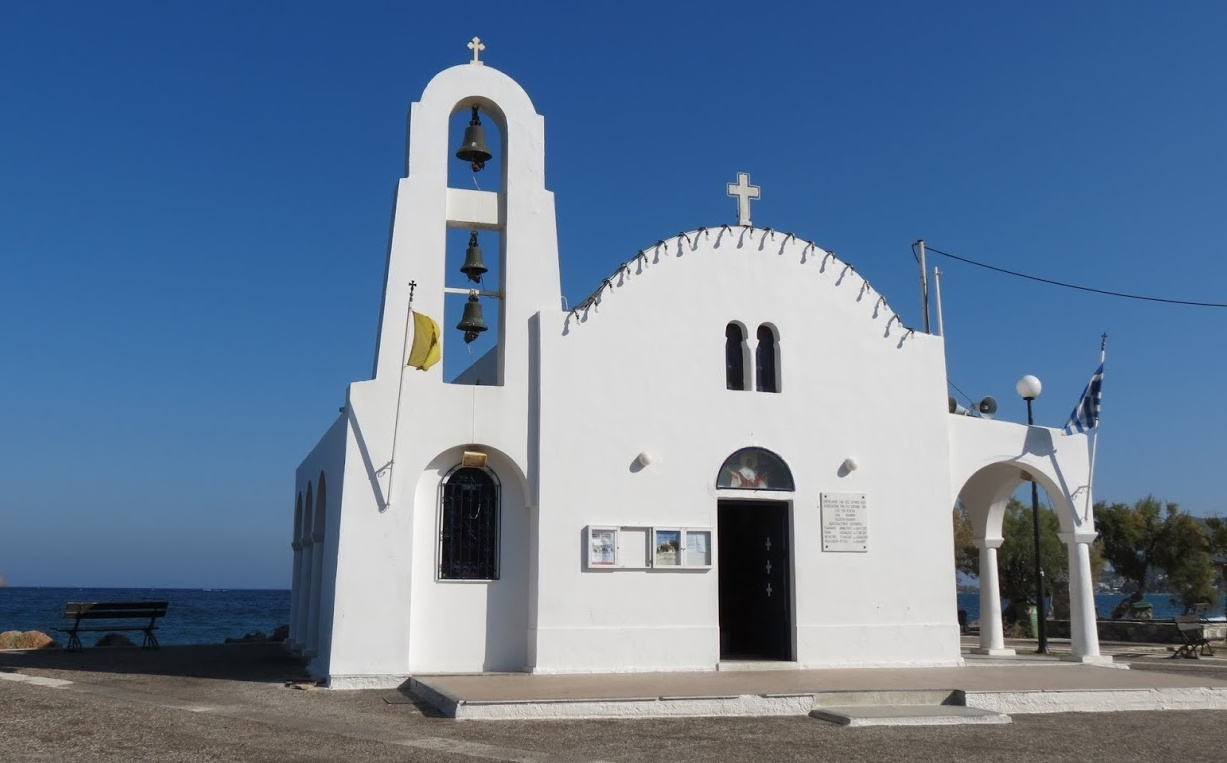
Avlaki. Église d'Aghia Marina.

- L'église de la Dormition de la Vierge (Κοίμησις Θεοτόκου). C'est la plus grande et principale église de Pórto Ráfti. Son édification commença en 1986 et sa consécration date de 1988. Elle se trouve au centre de la ville.
- L'église de Saint-Spyridon (Άγιος Σπυρίδωνας). Elle se trouve en bordure de la plus grande plage de Pórto Ráfti. Elle fait partie des plus anciennes églises de la région et on la date de la fin du XVIIIe siècle.
- L'église de Sainte-Marina (Αγία Μαρίνα). Située au lieu-dit Avláki, à 4 km du centre de Pórto Ráfti, cette église fut détruite en 1700 par une tempête ou par des pirates. Elle fut reconstruite en 1750 sur la colline qui lui faisait face. Durant l'Occupation, elle fut transformée  en arsenal par les Italiens et désaffectée. Elle fut reconstruite en 1950 en bord de côte, sur son emplacement initial. Elle fut consacrée et rendue au culte le 24 juin 1951[11].
- L'église de la Transfiguration du Christ (Μεταμόρφωση του Σωτήρος). C'est l'ancienne église de Sainte-Marina occupée par les Italiens, consacrée à nouveau en 1975 et renommée.
- L'église Saint Paraskevi (Αγία Παρασκευή) est située à 1.1 km du centre Pórto Ráfti. Une plaque indique qu'elle a été rénovée en 2009.

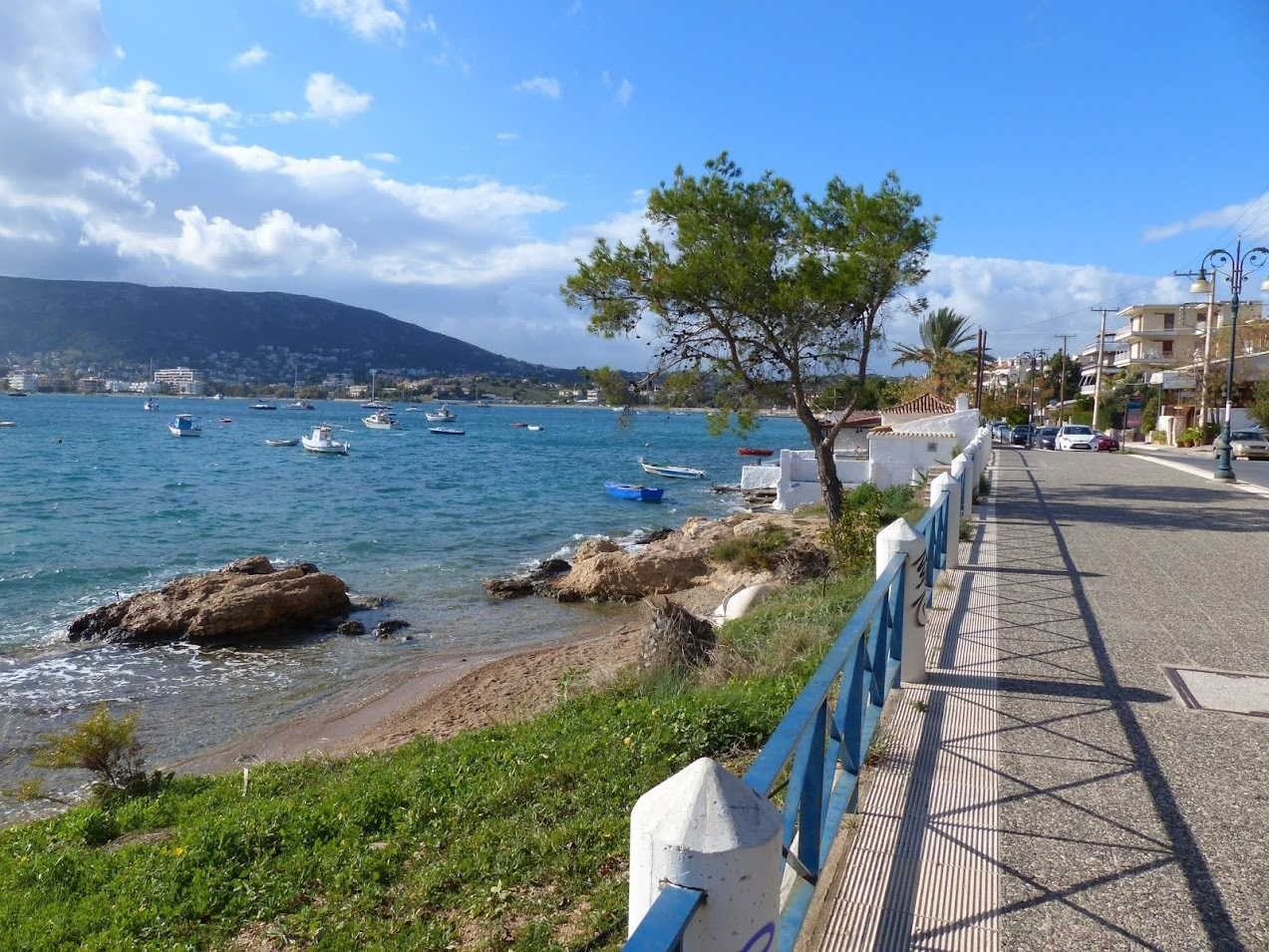
Porto Rafti, le front de mer
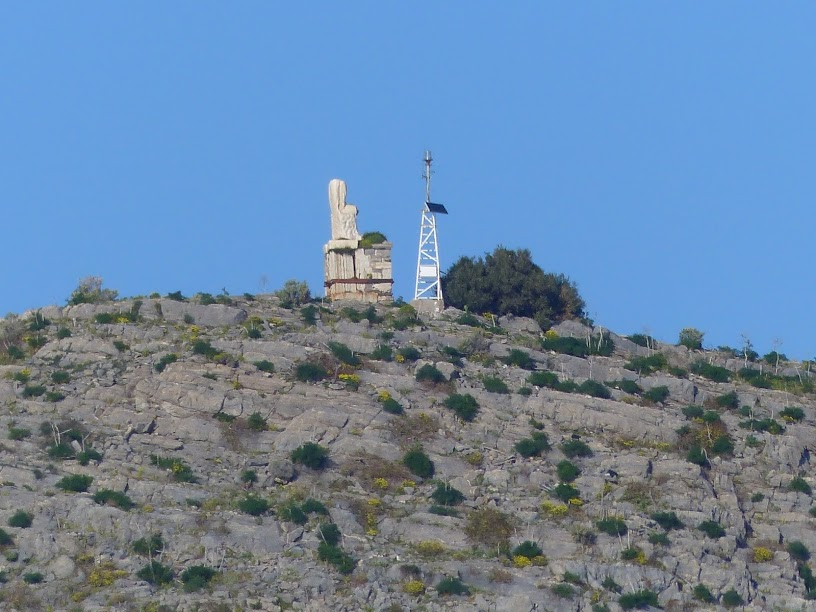
La statue du «Tailleur»
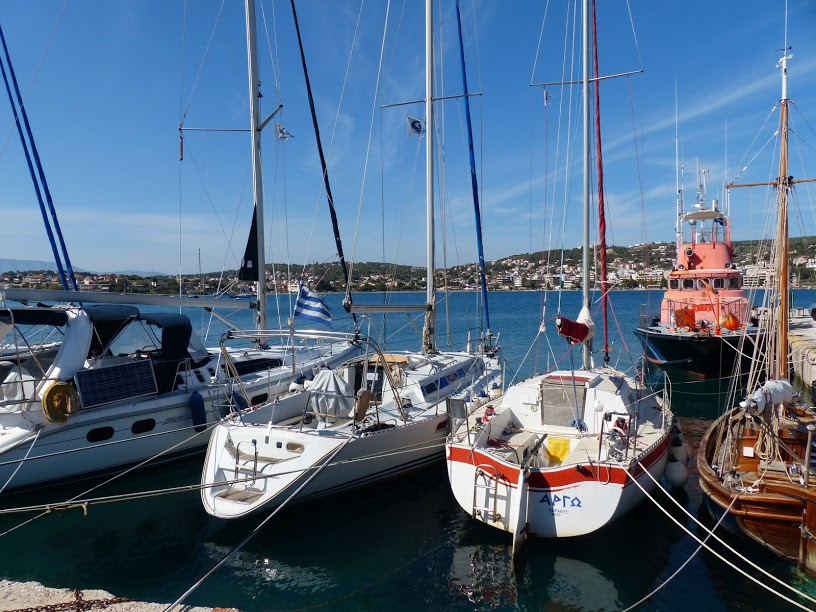
Le port de plaisance
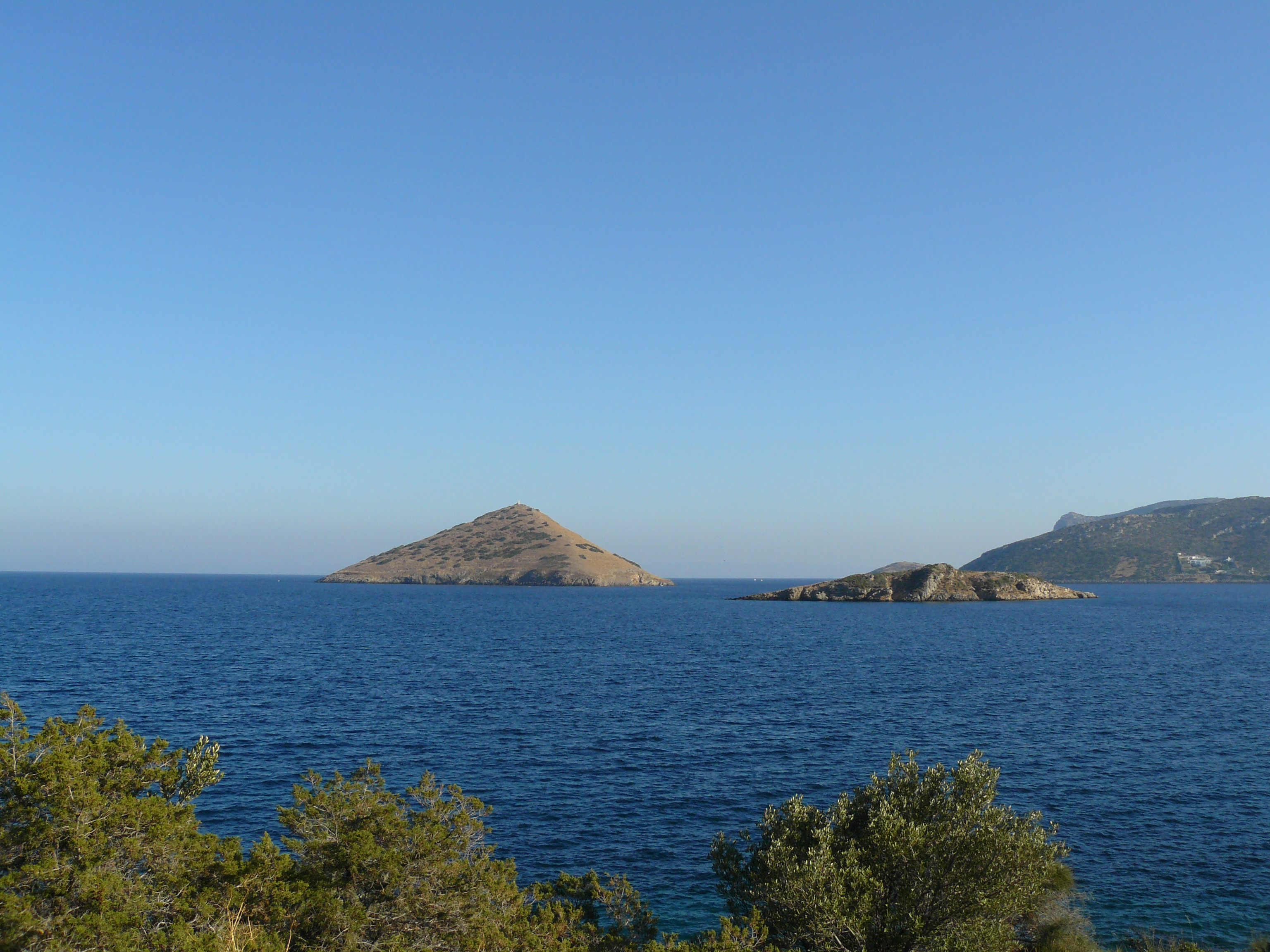
Les îlots de Ráfti et de Raftopoúla
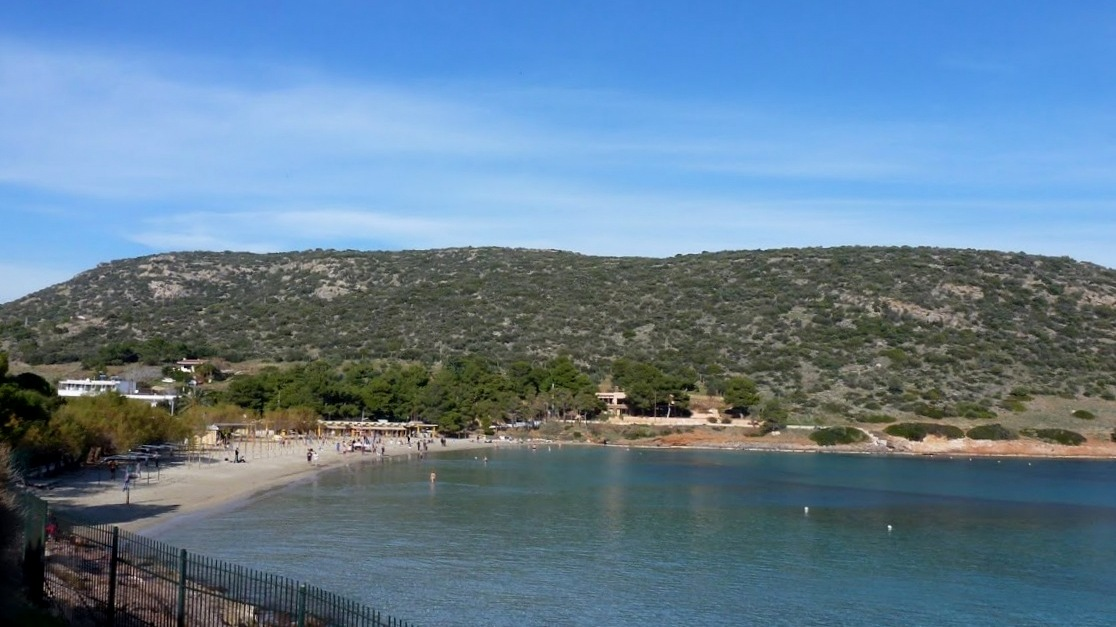
Plage d'Avlaki
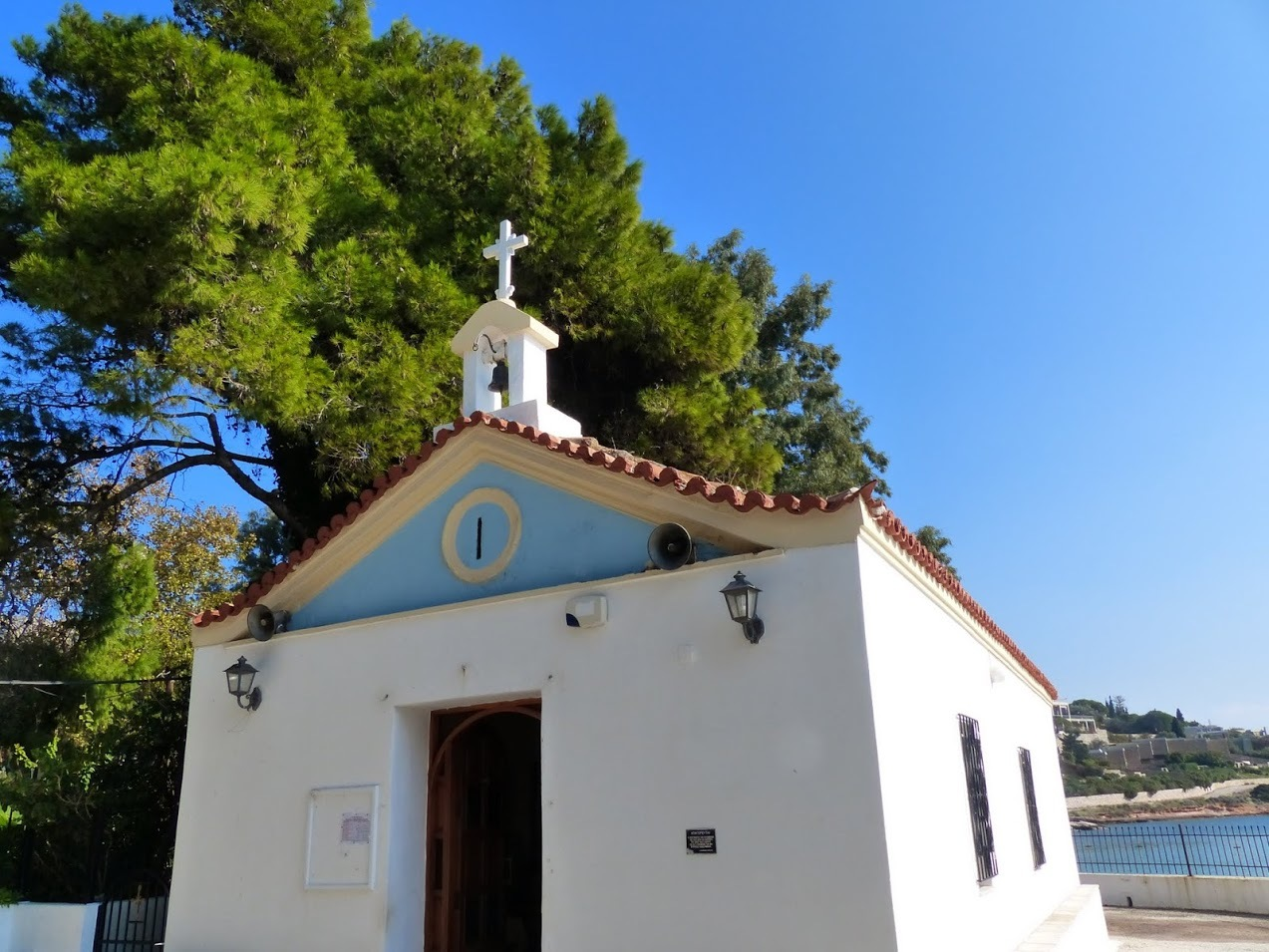
Porto Rafti - Église Saint-Spyridon
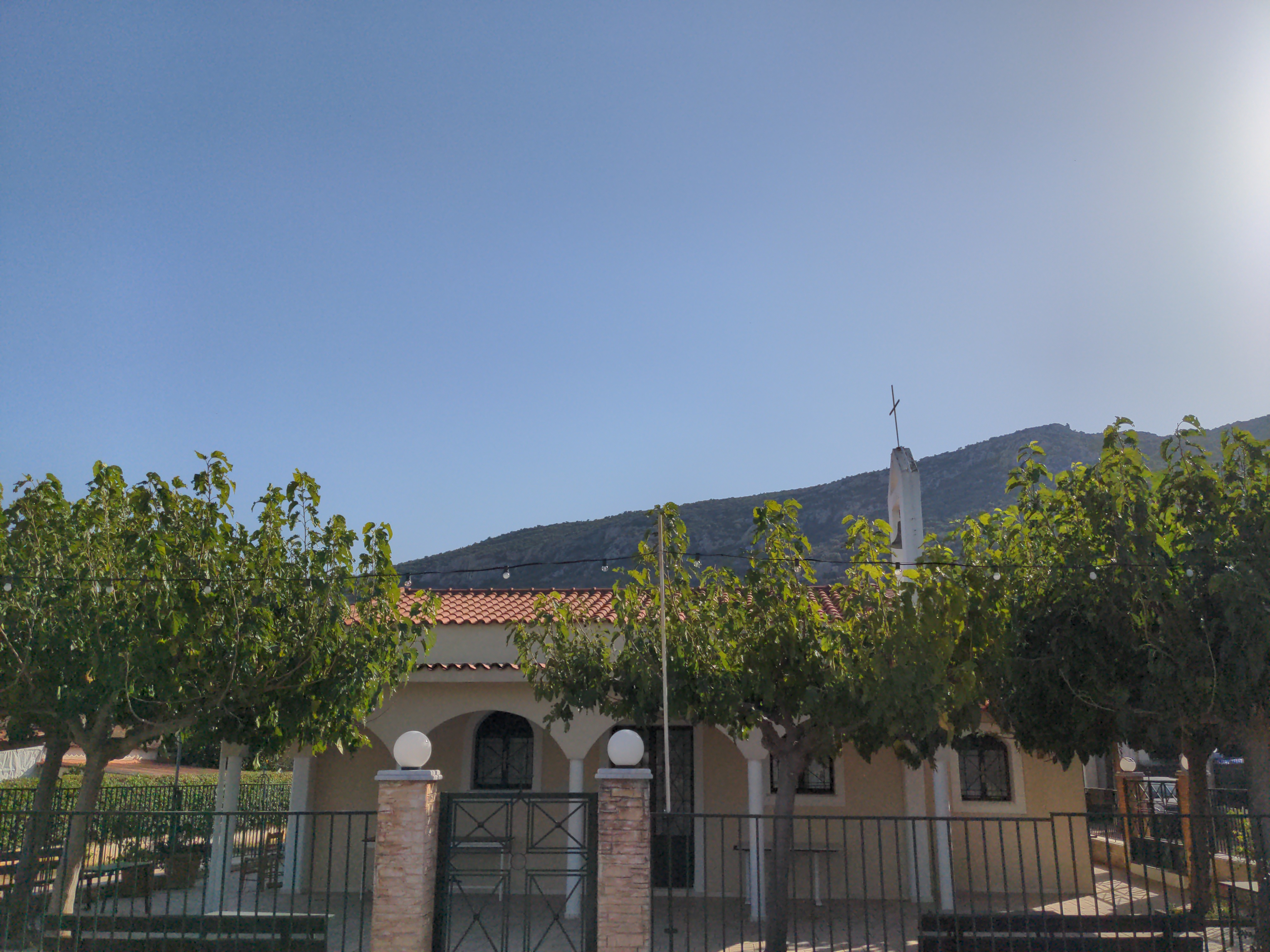
Côté de l'Eglise Saint Paraskevi à Porto Rafti